# 키붕고
키붕고(Kibungo)는 르완다 동부 주에 위치한 도시로, 인구는 46,240명(2005년 기준)이다. 과거 키붕고 주의 주도였던 곳이다. 키붕고는 르완다 최대의 도시이자 수도인 키갈리의 남동쪽으로 도로로 73킬로미터 정도 떨어진 곳에 위치해 있다.

## 같이 보기
- 동부주 (르완다)